# Tour de Rhuys
Le Tour de Rhuys est une course cycliste disputée au mois de septembre entre Saint-Gildas-de-Rhuys et Le Tour-du-Parc, dans le département du Morbihan. Créée en 1987, cette épreuve est organisée par le Vélo Sport Rhuys,. Elle fait partie du calendrier national de la Fédération française de cyclisme.

## Histoire
En 2016, le Tour de Rhuys se déroule exceptionnellement le 8 octobre, en raison des championnats d'Europe de cyclisme sur route à Plumelec.

## Palmarès
| Année | Vainqueur         | Deuxième               | Troisième            |
| ----- | ----------------- | ---------------------- | -------------------- |
| 1987  | Yves Le Corre     |                        |                      |
| 1988  | Gérard Bigot      | Gilles Dano            | William Milloux      |
| 1989  | Robert Coquen     | Sébastien Launay       | Stéphane Corlay      |
| 1990  | non disputé       | non disputé            | non disputé          |
| 1991  | Romuald Cadou     | P. Guéguan             | Jean-François Rivier |
| 1992  | E. Le Breton      | Hervé Guillaume        | Camille Massé        |
| 1993  | Camille Massé     | R. Mérel               | Hervé Guillaume      |
| 1994  | Robert Coquen     | G. Le Ret              | Marc Feipeler        |
| 1995  | Stéphane Roselier | Stéphane Gicquel       | Christophe Malherbe  |
| 1996  | Fabrice Peltier   | Paul Moore             | Robert Coquen        |
| 1997  | Bruno Redondo     | Philippe Legrée        | Médéric Clain        |
| 1998  | Fabrice Peltier   | Anthony Hue            | Sébastien Hériquet   |
| 1999  | Thomas Waskiewicz | Stéphane Le Guelvouit  | Dominique Ryo        |
| 2000  | Yoann Marie       | Erwan Gicquel          | Philippe Le Barbier  |
| 2001  | Robert Coquen     | Anthony Abbé           | Philippe Le Barbier  |
| 2002  | Dominique Le Roch | Frédéric Lubert        | Anthony Presse       |
| 2003  | Julien Hervio     | Dominique Jégo         | Aurélien Houssin     |
| 2004  | David Jehanno     | David Corfmat          | Nicolas Étienne      |
| 2005  | Dominique Le Roch | Jonathan Pottier       | Jānis Ozols          |
| 2006  | Clément Mahé      | Sylvain Abadie         | François Lançon      |
| 2007  | Julien Simon      | François Lançon        | Thibaut Macé         |
| 2008  | Romain Le Goff    | Patrice Payen          | Arnaud Madec         |
| 2009  | Steven Le Vessier | Fabien Schmidt         | Laurent Pichon       |
| 2010  | François Lançon   | Salva Vilchez          | Ludovic Poilvet      |
| 2011  | Angélo Tulik      | Florent Mallégol       | François Lançon      |
| 2012  | Vincent Ragot     | Julien Jégou           | Fabrice Seigneur     |
| 2013  | Maxime Cam        | Ronan Dequippe         | Romain Guyot         |
| 2014  | Luc Tellier       | Philémon Marcel-Millet | Victor Gousset       |
| 2015, | Thibault Ferasse  | Benjamin Le Montagner  | Romain Cardis        |
| 2016, | Justin Mottier    | Clément Mary           | Matthieu Jeannès     |
| 2017, | Luc Tellier       | Tommy Pouget           | Yann Guyot           |
| 2018  | Clément Orceau    | Damien Ridel           | Cyrille Patoux       |
| 2019  | Marlon Gaillard   | Léo Danès              | Matthieu Jeannès     |
| 2020  | Clément Orceau    | Théo Cotard            | Cyrille Patoux       |
| 2021  | Rudy Fiefvez      | Valentin Bramoullé     | Louis Lapierre       |
| 2022  | Lucas Bourgoyne   | Johan Le Bon           | Lucas Guillé         |
| 2023  | Antoine Devanne   | Johan Le Bon           | Malo Stevant         |
| 2024  | Ilan Larmet       | Alexis Robert          | Damien Bodard        |